# 대한민국 상법 제37조
대한민국 상법 제37조는 상업등기의 효력에 대한 상법총칙의 조문이다. 상업등기의 적극적, 소극적 공시력을 규정하고 있다.

## 조문
제37조 (등기의 효력) (1) 등기할 사항은 이를 등기하지 아니하면 선의의 제3자에게 대항하지 못한다.
(2) 등기한 후라도 제3자가 정당한 사유로 인하여 이를 알지 못한 때에는 제1항과 같다.

第37條 (登記의 效力) ① 登記할 事項은 이를 登記하지 아니하면 善意의 第3者에게 對抗하지 못한다.

②登記한 後라도 第3者가 正當한 事由로 因하여 이를 알지 못한 때에는 第1項과 같다.

## 판례

### 선의의 제3자의 의미
- 상법 제37조 소정의 “선의의 제3자”라 함은 대등한 지위에서 하는 보통의 거래관계의 상대방을 말한다 할 것이므로 조세권에 기하여 조세의 부과처분을 하는 경우의 국가는 동조 소정의 제3자라 할 수 없다[1].

### 소극적 공시력
- "등기할 사항은 등기와 공고후가 아니면 선의의 제3자에게 대항할 수 없다"는 상법 제37조 소정의 제3자라 함은 대등한 지위에서 하는 보통의 거래관계의 상대방을 말한다 할 것이고, 조세권에 기하여 조세의 부과처분을 하는 경우의 국가는 여기에 규정된 제3자라 할 수 없다[2]
- 제395조와 상업등기와의 관계를 헤아려 보면, 본조는 상업등기와는 다른 차원에서 회사의 표현책임을 인정한 규정이라고 해야 옳으리니 이 책임을 물음에 상업등기가 있는 여부는 고려의 대상에 넣어서는 아니된다[3]

### 외국 판례
- 회사가 상호를 변경하고 대표이사를 선임하고 아직 그 등기를 하기 전에 대표이사가 회사명의로 어음을 발행한 경우에 선의의 어음소지인에 대하여 어음상의 책임을 지는 것은 회사자신이고 대표이사 개인은 아니다[4]

- 독일 상법 제15조 제1항에 의한 제3자의 신뢰보호는 상업등기부상의 기재 내용을 주장하는 자가 등기부를 실제로 열람하지 아니하였어도 가능하다[5]

## 참고 문헌
- 이기수 최병규, 상법총칙 상행위법(제7판), 박영사, 2010. ISBN 9788964545041

## 같이 보기
- 등기의 효력
- 상법 제317조 (설립의 등기)